# Allium acidoides
Allium acidoides är en amaryllisväxtart som beskrevs av William Thomas Stearn. Allium acidoides ingår i släktet lökar, och familjen amaryllisväxter.
Artens utbredningsområde är Burma. Inga underarter finns listade i Catalogue of Life.